# Chizumulu
Chizumulu is het kleinste van twee bewoonde eilanden in het Malawimeer. Het andere eiland heet Likoma. De twee eilanden Chizumulu en Likoma zijn beide enclaves gelegen in de territoriale wateren van Mozambique, ze behoren tot Malawi. Ze vormen het district Likoma, dat deel uitmaakt van de regio Northern.
De enclave is ontstaan doordat de kolonisatie van de eilanden geschiedde door anglicaanse missionarissen vanuit Malawi in plaats van door de rooms-katholieke Portugezen vanuit Mozambique.

## Demografie
Op het eiland bevinden zich rond de 3000 inwoners (census 2009). Op het eiland zijn Tonga en Nyanja de meest gesproken talen. De bevolking bestaat voor 99 procent uit christenen, waarvan de meesten behoren tot de Anglicaanse kerk.

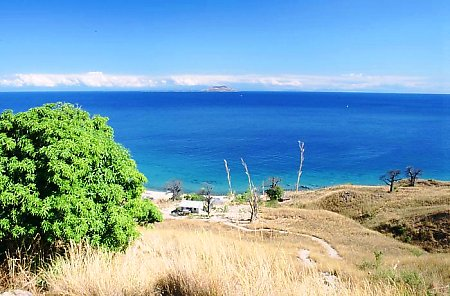
Uitzicht van Likoma op Chizumulu